# The Katzenjammer Kids
The Katzenjammer Kids és una tira còmica creada per l'immigrant alemany als Estats Units Rudolph Dirks. Va debutar el 12 de desembre del 1897 en l'American Humorist, en un suplement dominical del New York Journal propietat de William Randolph Hearst. Dirks va ser el primer dibuixant a expressar regularment el diàleg de personatges còmics mitjançant globus de diàleg. La historieta es va convertir en una obra teatral el 1903. Va inspirar diversos dibuixos animats i va ser una de les 20 tires incloses a la sèrie de segells commemoratius Comic Strip Classics als Estats Units.
Després d'una sèrie de batalles legals entre 1912 i 1914, Dirks va abandonar l'organització de Hearst i va començar una nova tira, primer titulada Hans and Fritz i després The Captain and the Kids, comptant amb els mateixos personatges vistos a The Katzenjammer Kids, que va ser continuat per Harold Knerr durant trenta-sis anys. Les dues versions de la tira van competir entre elles fins al 1979, quan The Captain and the Kids va acabar la seva carrera de sis dècades. The Katzenjammer Kids va publicar la seva última tira l'1 de gener de 2006, però encara es distribueix en reimpressions per King Features Syndicate, convertint-la en la tira còmic en distribució més antiga que encara està en actiu i la de més llarga durada.

## Història

### Creació i primers anys

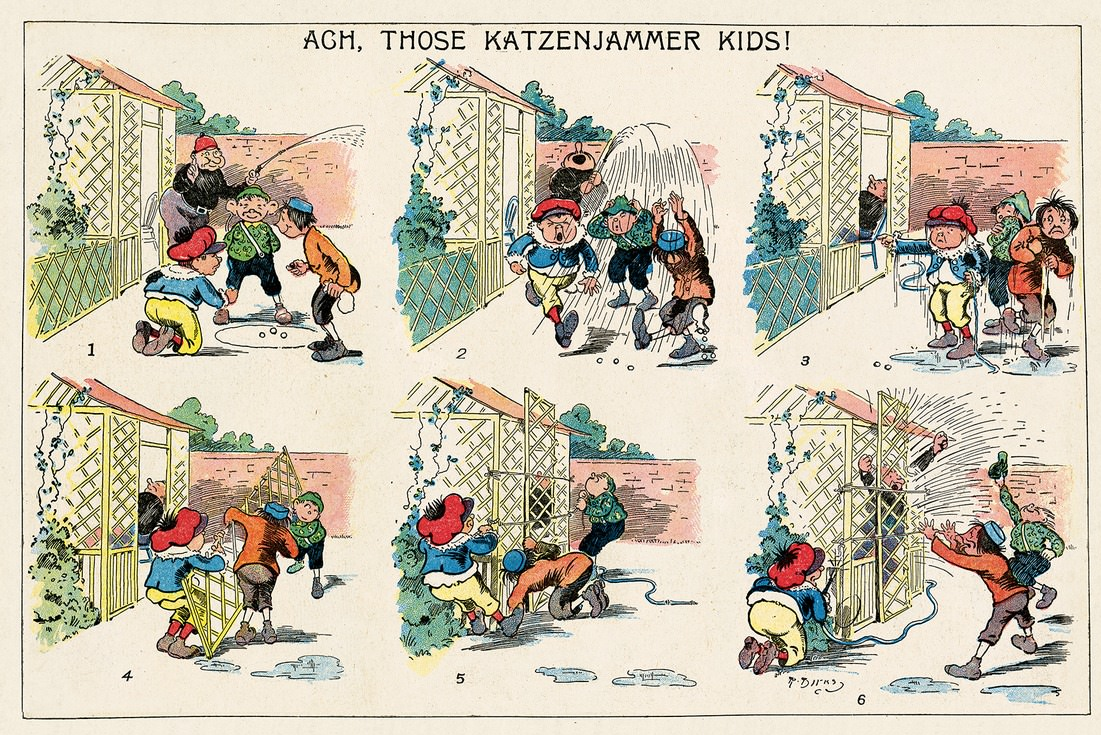
Primera entrega de la tira.

The Katzenjammer Kids  es va inspirar en Max and Moritz, una història infantil de la dècada de 1860 de l'autor alemany Wilhelm Busch.
Katzenjammer es tradueix literalment de l'alemany com "el plor dels gats" (després d'un esforç fallit). Si bé Max i Moritz van ser morts grotesca però còmicament després de fer set destrosses, els Katzenjammer Kids i els altres personatges encara prosperen.

### Dirks i Knerr
Els nens de Katzenjammer  va ser tan popular que es va convertir en dues historietes competidores i en objecte d'una demanda. Això va passar perquè Dirks, el 1912, va voler fer un descans després de dibuixar la tira durant 15 anys, però el sindicat del diari Hearst no ho volia permetre. Dirks se'n va anar igualment i la tira va ser presa per Harold Knerr. La darrera tira de Dirks va aparèixer el 16 de març de 1913. Dirks va demandar, i després d'una llarga batalla legal, els diaris de Hearst van ser autoritzats a continuar The Katzenjammer Kids, amb Knerr com a escriptor i artista. Va prendre el relleu definitivament a l'estiu de 1914. Tanmateix, a Dirks se li va permetre crear una tira gairebé idèntica pròpia per al rival Pulitzer, encara que va haver de utilitzar un títol diferent per a la tira.
Inicialment anomenada Hans und Fritz com els dos germans protagonistes entremaliats, la nova tira de Dirks es va anomenar The Captain and the Kids des del 1918. The Captain and the Kids era molt similar a The Katzenjammer Kids en termes de contingut i personatges. The Captain and the Kids aviat va ser tan popular com The Katzenjammer Kids. Més tard va ser distribuït per United Feature Syndicate, mentre que Hearst's King Features distribuïa The Katzenjammer Kids.

### Des de 1950
The Captain and the Kids es va expandir a tira de publicació diària durant els anys trenta, però només durant un curt termini. Tot i això, la tira dominical va mantenir la seva popularitat durant dècades. A partir de 1946, el fill de Dirks, John Dirks, va començar a desenvolupar progressivament més treballs a The Captain and the Kids. Van introduir nous personatges i trames durant la dècada de 1950, incloent un argument de ciència-ficció el 1958 sobre un inventor brillant i invasions alienígenes. Tot i que John Dirks es va fer càrrec de la major part de l'obra, Rudolph Dirks va signar la tira fins a la seva mort el 1968. El dibuix de John Dirks es va modificar lleugerament cap a una línia més quadrada, tot i que va mantenir l'estil original fins al final de The Captain and the Kids el 1979.
Knerr va continuar dibuixant  The Katzenjammer Kids  fins a la seva mort el 1949; la tira va ser escrita i dibuixada llavors per Charles H. "Doc" Winner (1949–56), amb Joe Musial assumint el control el 1956. Musial va ser substituït a The Katzenjammer Kids per Mike Senich (1976–81), Angelo DeCesare (1981–86) i Hy Eisman (1986–2006). Actualment sindicada en forma de reimpressió, la tira es distribueix internacionalment a una cinquantena de diaris i revistes. Eisman va reutilitzar una gran quantitat d'antics gags i històries dels darrers anys.

## En altres mitjans

### Katzenjammer Kids
Els personatges de Katzenjammer Kids van aparèixer inicialment fora del còmic en un grapat de pel·lícules mudes d'acció en directe. La primera va ser estrenada el 1898 i es titular The Katzenjammer Kids In School. Va ser feta per la Biograph Company per William George Bitzer. Aquesta pel·lícula va ser seguida el 1900 per una altra pel·lícula de Bitzer per Biograph, The Katzenjammer Kids in Love.
Entre desembre de 1916 i agost de 1918, un total de 37 curts muts d'animació de Katzenjammer Kids van ser produïts per l'estudi de William Randolph Hearst, International Film Service, que adaptaven tires conegudes propietat de Hearst. La sèrie es va retirar el 1918 quan la popularitat dels personatges estaven al seu punt més alt, en part a causa de la creixent tensió contra els títols relacionats amb alemanys després de la Primera Guerra Mundial. La tira va ser anomenada breument The Shenanigan Kids durant aquesta època i, el 1920, es van produir cinc nous curts animats. Tots els dibuixos de Katzenjammer Kids i Shenanigan Kids de International Film Services van ser dirigits (i molt probablement també animats) per Gregory La Cava.
- Policy and Pie part 1 of 2 (1918)
- Policy and Pie part 2 of 2 (1918)

Els Katzenjammer Kids també van aparèixer (juntament amb altres estrelles de les tires còmiques de King Features) a l'especial deTV de Filmation Popeye Meets the Man Who Hated Laughter (1972).

### The Captain and the Kids
El 1938, The Captain and the Kids es va convertir en la primera sèrie de curts de dibuixos animats pel cinema, dirigits per William Hanna, Bob Allen i Friz Freleng per a la Metro-Goldwyn-Mayer. A diferència de la tira, que se centrava sobretot en els nens, Hans i Fritz, els dibuixos animats de MGM sovint se centraven en el Capità. La sèrie no va tenir èxit i va acabar un any amb un total de 15 dibuixos animats. Després d'aquesta cancel·lació, Freleng va tornar a Warner Bros., on abans havia estat director d'animació.
The Captain and the Kids també va ser animat per a la televisió com un segment dins de Archie's TV Funnies de Filmation el 1971, i a la sèrie spinoff Fabulous Funnies de 1978-1979.

## Llegat cultural
- El juliol de 2009 un carrer a Heide, Alemanya (on Dirks va néixer) va ser anomenat com el dibuixant.[8]

### The Katzenjammer Kids
- The Katzenjammer Kids encara són molt populars a països com Dinamarca i Noruega (on es coneix com a Knoll og Tott); a ambdós països, cada any es publica un còmic anual gairebé cada Nadal des del 1911 (les úniques excepcions conegudes són els anys 1913 i 1944). En la majoria dels casos, la versió del còmic de Harold Knerr s'utilitza en aquests còmics anuals. A Suècia, el còmic anual Katzenjammer Kids també va ser una tradició durant molts anys, entre 1928 i 1977.[9]
- Josep Escobar es va inspirar en The Katzenjammer Kids, concretament en una adaptació animada, per crear a Zipi i Zape.[10] Curiosament, Escobar també va compartir amb Dirks els problemes de drets quan va marxar de Bruguera i també va crear una altra sèrie similar: Terre y Moto.
- Art Clokey, el creador de Gumby, va afirmar que The Katzenjammer Kids va inspirar la creació dels rivals de Gumby, els Block-heads.[11]
- A les "Playboy Funnies" de la revista Playboy hi apareixien freqüentment a les darreries dels anys setanta-principis de la dècada de 1980, les pàgines d'una paròdia de "The Katzenjammer Kids", anomenada "The Krautzenbummer Kids", amb gags d'estil adult.
- La banda francesa de dark cabaret, Katzenjammer Kabarett, és anomenada així com homenatge a la tira, com el grup noruec de pop/swing simfònic Katzenjammer.
- El Diputat de ficció Barney Fife va fer una referència als Katzenjammer Kids a la tercera temporada de The Andy Griffith Show, a l'episodi titulat Andy and the New Mayor.
- A la pel·lícula, Maleïts malparits, el Tinent Archie Hicox és entrevistat pel General Ed Fenech. Llegint les seves notes informatives, el general afirma: "Aquí diu que parles alemany amb fluïdesa", al que el tinent respon afirmativament dient: "Com un Katzenjammer Kid".

### The Captain and the Kids
- The Captain and the Kids ha estat publicada com còmic annual a Noruega des de 1987. Quan el 2001 no van tenir més material reproduïble, Per Sanderhage, l'editor de l'agència danesa de historietes PIB, va negociar un acord on el dibuixant Henrik Rehr de Ferd'nand redibuixaria 32 pàgines de forma lliure basant-se en retalls de l'antiga revista per al annual. Aquest acord continua fins avui.